# Новогригорівка (селище)
Новогриго́рівка — селище Дружківської міської громади Краматорського району Донецької області, Україна. Розташоване на березі Казенного Торця, за 71 км від Донецька. Відстань до райцентру становить близько 11 км і проходить автошляхом місцевого значення.

## Населення

### Мова
Розподіл населення за рідною мовою за даними перепису 2001 року:
| Мова       | Кількість | Відсоток |
| ---------- | --------- | -------- |
| українська | 367       | 90.62%   |
| російська  | 34        | 8.39%    |
| вірменська | 4         | 0.99%    |
| Усього     | 405       | 100%     |

За даними перепису 2001 року населення селища становило 405 осіб, із них 90,62 % зазначили рідною мову українську, 8,40 % — російську, 0,99 % — вірменську